# بيرلي دراموند
بيرلي دراموند (بالإنجليزية: Burleigh Drummond)‏ هو منتج أسطوانات وكاتب أغاني أمريكي، ولد في 25 سبتمبر 1951 في Fort Leavenworth ‏ في الولايات المتحدة.

## وصلات خارجية
- الموقع الرسمي
- بيرلي دراموند على موقع IMDb (الإنجليزية)
- بيرلي دراموند على موقع ميوزك برينز (الإنجليزية)
- بيرلي دراموند على موقع أول ميوزيك (الإنجليزية)
- بيرلي دراموند على موقع ديسكوغز (الإنجليزية)